# Дедисперули
Дедисперули (груз. დედისფერული) — селение в Ахметском муниципалитете, Кахетия, Грузия.

## Фамилий Дедисперулцев
- Ашадзе
- Жвелаури
- Кешикашвили
- Кореулашвили
- Торгвашвили
- Цхвирашвили
- Зулакашвили